# 6-й егерский полк
6-й егерский полк — воинское формирование Русской императорской армии.

## Места дислокации
В 1820 году — Витебск. Второй батальон полка на поселении в Новгородской губернии. Полк входил в состав 3-й пехотной дивизии. 

## Формирование полка
Сформирован 17 мая 1797 г. как 7-й егерский полк, в 1798—1800 гг. именовался по шефам полка, 29 марта 1801 г. назван 6-м егерским полком. По упразднении егерских полков 28 января 1833 г. все три батальона были присоединены к Великолуцкому пехотному полку. В 1863 г. три батальона Великолуцкого полка пошли на формирование Устюжского пехотного полка, в котором были сохранены старшинство и знаки отличия 6-го егерского полка.

## Кампании полка
В 1799 году полк участвовал в Итальянском и Швейцарском походах Суворова, в 1805 году в Войне третьей коалиции против Наполеона, принимал участие в сражениях при Шенграбене и Аустерлице. В 1809—1810 гг. полк находился в походе против турок.
Оба действующие батальона состояли в 12-й пехотной дивизии 7-го корпуса и приняли участие во всех делах против французов 2-й Западной армии. Гренадерская рота 2-го батальона была включена в 1-й сводно-гренадерский батальон 8-го корпуса той же армии. Запасной батальон находился во 2-м резервном корпусе.

## Знаки отличия полка
6-й егерский полк имел следующие знаки отличия: Гренадерский бой за сражение при Тортоне, пожалованный 16 июня 1799 г.; серебряные трубы с надписью «За подвиг при Шенграбене 4 ноября 1805 года в сражении 5000 корпуса с неприятелем, состоявшим из 30 тысяч», пожалованные 28 сентября 1807 г.; знаки на головные уборы для нижних чинов с надписью «За Варшаву 25 и 26 августа 1831 года», пожалованные 6 декабря 1831 г.

## Шефы полка
- 17.01.1799 — 09.06.1800 — полковник (с 04.02.1799 генерал-майор) князь Багратион, Пётр Иванович
- 09.06.1800 — 20.06.1804 — полковник (с 22.07.1800 генерал-майор) граф Ивелич, Иван Константинович 3-й
- 20.06.1804 — 11.11.1808 — полковник (с 01.11.1804 генерал-майор) Уланиус, Карл Карлович
- 11.11.1808 — 19.11.1809 — полковник Толбухин, Павел Петрович
- 19.11.1809 — 14.09.1810 — полковник (с 14.06.1810 генерал-майор) граф де Сен-При, Эммануил Францевич
- 19.10.1810 — 09.11.1810 — полковник Кошубович
- 30.04.1814 — 01.09.1814 — генерал-майор Глебов, Андрей Саввич

## Командиры полка
- 17.05.1797 — 17.01.1799 — подполковник (с 13.02.1798 полковник) князь Багратион, Пётр Иванович
- 20.09.1799 — 30.12.1799 — полковник Хвицкий, Василий Алексеевич
- 29.10.1800 — 17.02.1803 — подполковник Яковлев, Степан Яковлевич
- 17.02.1803 — 16.05.1803 — полковник Нейдгардт, Иван Петрович
- 18.09.1803 — 05.03.1806 — подполковник (с 10.07.1805 полковник) Белокопытов, Иван Петрович
- 11.09.1806 — 20.05.1808 — полковник Яковлев, Степан Яковлевич
- 20.05.1808 — 05.05.1810 — майор Бонжан, Пётр Антонович
- 05.05.1810 — 30.04.1814 — подполковник (с 12.07.1810 полковник, с 21.11.1812 генерал-майор) Глебов, Андрей Саввич
- 01.06.1815 — 21.02.1820 — подполковник (с 30.08.1816 полковник) Бонжан, Пётр Антонович
- 21.02.1820 — ? — подполковник Бергер, Александр Иванович